# Biosteres kurilicus
Biosteres kurilicus är en stekelart som beskrevs av Fischer 1998. Biosteres kurilicus ingår i släktet Biosteres och familjen bracksteklar. Inga underarter finns listade.